# Lea (rivier in Engeland)
De Lea, ook wel Lee (uitspraak: [ˈliː]), is een rivier in het zuidoosten van Engeland.
De Lea ontspringt in Bedfordshire, in de Chiltern Hills, en stroomt in zuidoostelijke richting door Hertfordshire, langs de grens van Essex, en vervolgens door Groot-Londen, waar de rivier bij Bow Creek in de Theems stroomt. Het betreft een van de grootste rivieren in Londen en de meest oostelijk, grotere zijrivier van de Theems. De voornaamste zijrivier van de Lea is de Stort, die bij Hoddesdon in de Lea stroomt.
De rivier is van belang (geweest) als noord-zuidelijke scheepvaartroute. Daarnaast vormde de rivier een obstakel voor het oost-west weg- en railverkeer. Vanaf de middeleeuwen zijn tussen Hertford en de Theems aanpassing aan de rivier verricht om haar bevaarbaarder te maken, de zogenaamde Lee Navigation. Hierdoor vestigden zich vele industrieën langs de oevers. Ook de zijrivier Stort is bevaarbaar.
Terwijl de benedenloop van de Lea tamelijk verontreinigd is, bevatten de bovenloop en de zijrivieren schoon, zij het hard (kalkrijk) water, dat een belangrijke rol speelt in de drinkwatervoorziening van Londen. Sinds het begin van de 21e eeuw krijgen de verouderde industrieterreinen aan de benedenloop van de rivier, de Lower Lea Valley, een nieuwe bestemming: woningbouw gecombineerd met natuurontwikkeling.